# Гриняцька стінка-2
Гриня́цька сті́нка-2 — ландшафтний заказник місцевого значення в Україні. Розташований у межах Хотинського району Чернівецької області, на схід від села Зелена Липа і на північ від села Гринячка.
Площа 41,4 га. Статус надано згідно з рішенням 2-ї сесії обласної ради XXII скликання від 16.12.1994 року. Перебуває у віданні Хотинського держспецлісництва АПК (кв. 4, вид. 1-5).
Статус надано для збереження цінного природного комплексу на правобережній стінці Дністровського каньйону з лісонасадженнями, рідкісними видами флори, геологічними відшаруваннями, печерами.
Заказник «Гниняцька стінка-2» входить до складу Хотинського національного природного парку.